# Roch
Roch nebo též Rochus je mužské křestní jméno germánského původu. Pochází ze starogermánského slova rohōn (též zapisovaného jako rohôn nebo rohon), které znamená křičet, řvát. Podle církevního kalendáře slaví svátek dne 16. srpna, společně se jménem Jáchym.
Svatý Roch z Montpellieru byl francouzský katolický světec, uctívaný jako patron proti moru.

## Domácké podoby
Mezi domácké podoby jména Roch patří např. Rošek, Rošák, Rošík, Rošíček, Roša apod.

## Popularita
V Česku jde o velmi raritní jméno, a to jak v současnosti (pouze jeden nositel narozený roku 2010), tak i v minulosti, ale existovaly farnosti, kde jméno bylo dětem dáváno, např. Žarošice a Archlebov u Kyjova, jelikož je v Archlebově zasvěcen svatému Rochovi kostel.
V podobě Rocco je jméno běžně užívané v Itálii a v podobě Rok ve Slovinsku. V podobě Roch se vyskytuje v Polsku a v podobě Roko v Chorvatsku.

## Významné osobnosti
- Roko Karanušić – chorvatský tenista
- Rocky Marciano – americký boxer
- Rocco Marconi – italský renesanční malíř
- Rochus Misch – německý poddůstojník
- Rocco Morabito – americký fotograf
- Rocco Palmo – americký katolický komentátor a spisovatel
- Rok Petrovič – slovinský alpský lyžař
- Rok Stipčević – chorvatský basketbalista

### Fiktivní osoby
- Kanovník Roch – postava z novely Rozmarné léto od Vladislava Vančury